# María Elena Swett
María Elena Swett Urquieta, coneguda com a Mane Sweet (Santiago de Xile, 11 d'abril de 1979) és una actriu xilena.

## Filmografia
- 2007: Mirage man

Sèries
- 1999: La Otra cara del Espejo (Megavisión)
- 2002: Más que amigos (Canal 13) - Bárbara
- 2007: Héroes (Canal 13) - Francisca de Paula Segura y Ruiz

Telenovel·les
- 2003: Machos (Canal 13) - Fernanda Garrido
- 2004: Hippie (Canal 13) - Magdalena Arrieta
- 2005: Brujas (Canal 13) - Cassandra García
- 2008: Hijos del Monte (TVN) - Paula del Monte
- 2009: Los ángeles de Estela (TVN) - Margarita Bobadilla
- 2010-2011: La familia de al lado (TVN) - Pilar Echeñique
- 2011: Aquí mando yo (TVN) - Sofía Kuncar
- 2013: Socias (TVN) - Inés Ventura
- 2014: El amor lo manejo yo - Victoria Duque
- 2015: Dueños del paraíso - Vanessa Esparza
- 2015: La poseída - Olimpia Ruiz
- 2016-2017: El camionero - Ema Kaulen
- 2017-2018: Wena profe - Bárbara Fernández
- 2019-2020: 100 días para enamorarse - Laura Domínguez